# Mediação (estatística)

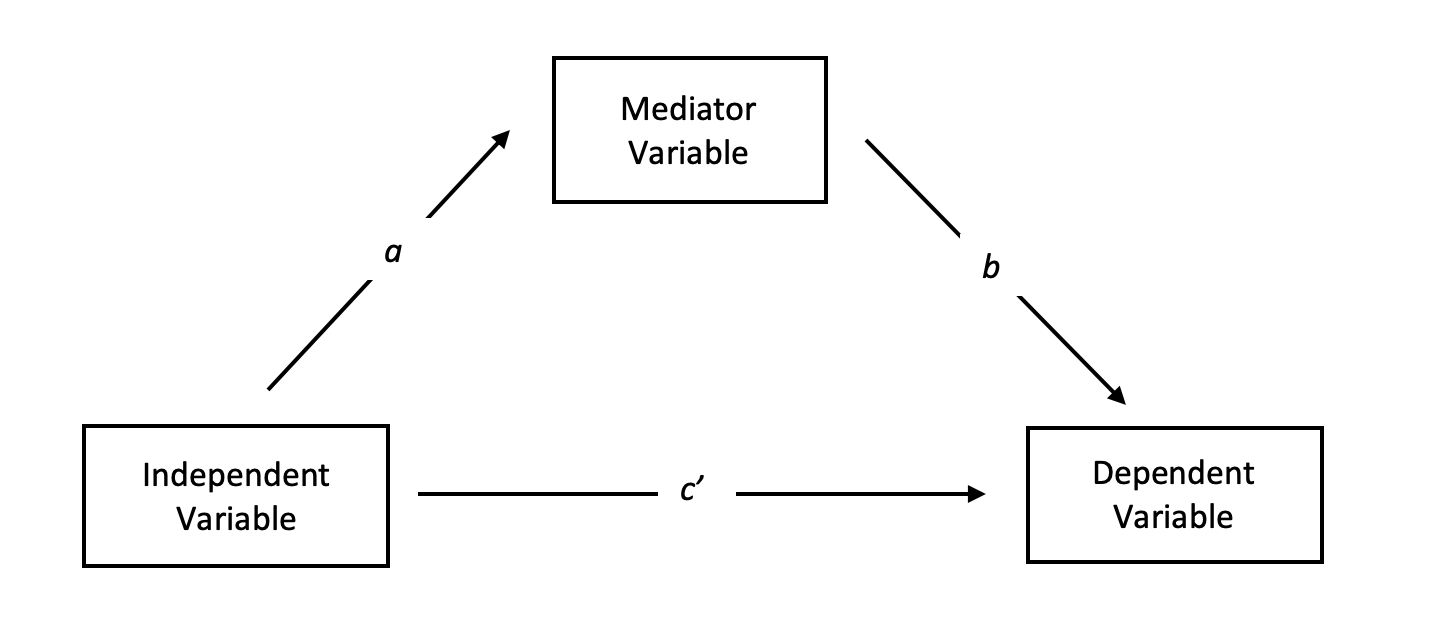
Modelo de mediação simples

Em estatística, um modelo de mediação procura identificar e explicar o mecanismo ou processo subjacente a uma relação observada entre uma variável independente e uma variável dependente através da inclusão de uma terceira variável hipotética, conhecida como variável mediadora (ou variável intermediária). Ao invés de uma relação causal direta entre a variável independente e a variável dependente, um modelo de mediação propõe que a variável independente influencia a variável mediadora, que por sua vez influencia a variável dependente. Assim, a variável mediadora serve para esclarecer a natureza da relação entre as variáveis independentes e dependentes.
As análises de mediação são empregadas para entender um relacionamento conhecido explorando o mecanismo ou processo subjacente pelo qual uma variável influencia outra variável por meio de uma variável mediadora. Em particular, a análise de mediação pode contribuir para uma melhor compreensão da relação entre uma variável independente e uma variável dependente quando essas variáveis não possuem uma conexão direta óbvia.

## Passos de Baron e Kenny (1986) para análise de mediação
Baron e Kenny (1986) estabeleceram vários requisitos que devem ser atendidos para formar um verdadeiro relacionamento de mediação. Eles são descritos abaixo usando um exemplo do mundo real. Veja o diagrama acima para uma representação visual do relacionamento mediador geral a ser explicado. Hayes (2009) criticou a abordagem das etapas de mediação de Baron e Kenny, e a partir de 2019, David A. Kenny afirmou em seu website que a mediação pode existir na ausência de um efeito total 'significativo' e, portanto, o passo 1 abaixo pode não ser necessário. Esta situação é por vezes referida como "mediação inconsistente". Publicações posteriores de Hayes também questionaram os conceitos de mediação total ou parcial e defenderam que esses termos, juntamente com a abordagem clássica das etapas de mediação descritas abaixo, fossem abandonados.
Passo 1:
Regresse a variável dependente na variável independente para confirmar que a variável independente é um preditor significativo da variável dependente.
Variável independente {\displaystyle \to } variável dependente
{\displaystyle Y=\beta _{10}+\beta _{11}X+\varepsilon _{1}}
- β 11 é significativo

Passo 2:
Regresse o mediador na variável independente para confirmar que a variável independente é um preditor significativo do mediador. Se o mediador não estiver associado à variável independente, ele não poderá mediar nada.
Variável independente {\displaystyle \to } mediador
{\displaystyle Me=\beta _{20}+\beta _{21}X+\varepsilon _{2}}
- β 21 é significativo

Passo 3:
Regresse a variável dependente no mediador e na variável independente para confirmar que a) o mediador é um preditor significativo da variável dependente e b) a força do coeficiente da variável independente anteriormente significativa na Etapa 1 agora é bastante reduzida, se não for considerada insignificante.
{\displaystyle Y=\beta _{30}+\beta _{31}X+\beta _{32}Me+\varepsilon _{3}}
- β 32 é significativo
- β 31 deve ser menor em valor absoluto do que o efeito original para a variável independente (β 11 acima)

## Efeitos diretos versus indiretos

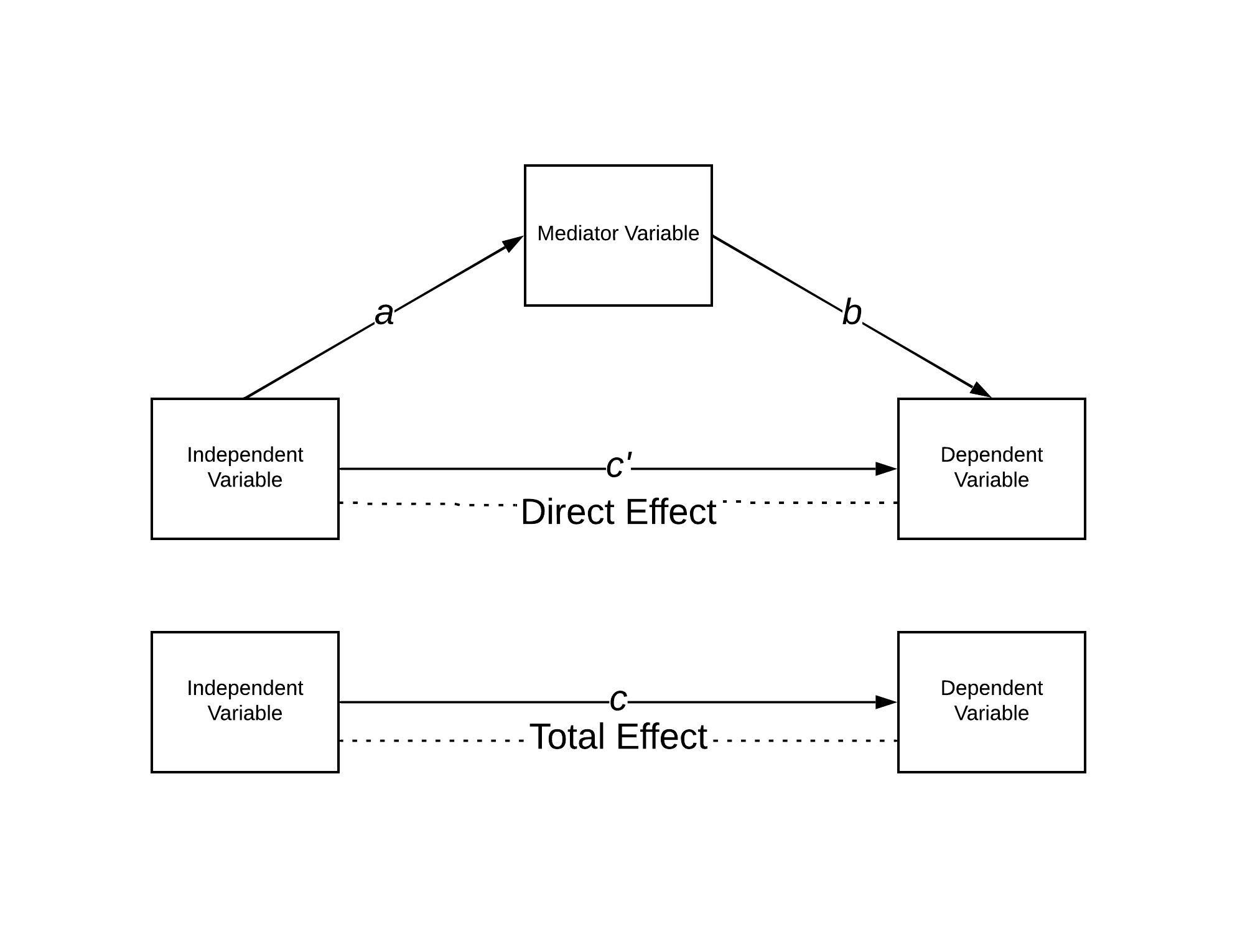
Efeito direto em um modelo de mediação

No diagrama mostrado acima, o efeito indireto é o produto dos coeficientes de caminho "A" e "B". O efeito direto é o coeficiente "C". O efeito direto mede até que ponto a variável dependente muda quando a variável independente aumenta uma unidade e a variável mediadora permanece inalterada. Em contraste, o efeito indireto mede a extensão em que a variável dependente muda quando a variável independente é mantida fixa e a variável mediadora muda pela quantidade que teria mudado se a variável independente tivesse aumentado em uma unidade.
Em sistemas lineares, o efeito total é igual à soma dos diretos e indiretos (C' + AB no modelo acima). Em modelos não lineares, o efeito total geralmente não é igual à soma dos efeitos diretos e indiretos, mas a uma combinação modificada dos dois.

## Mediação total versus parcial
Uma variável mediadora pode ser responsável por todas ou algumas das relações observadas entre duas variáveis.
Mediação completa
A evidência máxima para a mediação, também chamada de mediação completa, ocorreria se a inclusão da variável de mediação reduzisse a relação entre a variável independente e a variável dependente (veja o caminho c no diagrama acima) para zero.
Mediação parcial

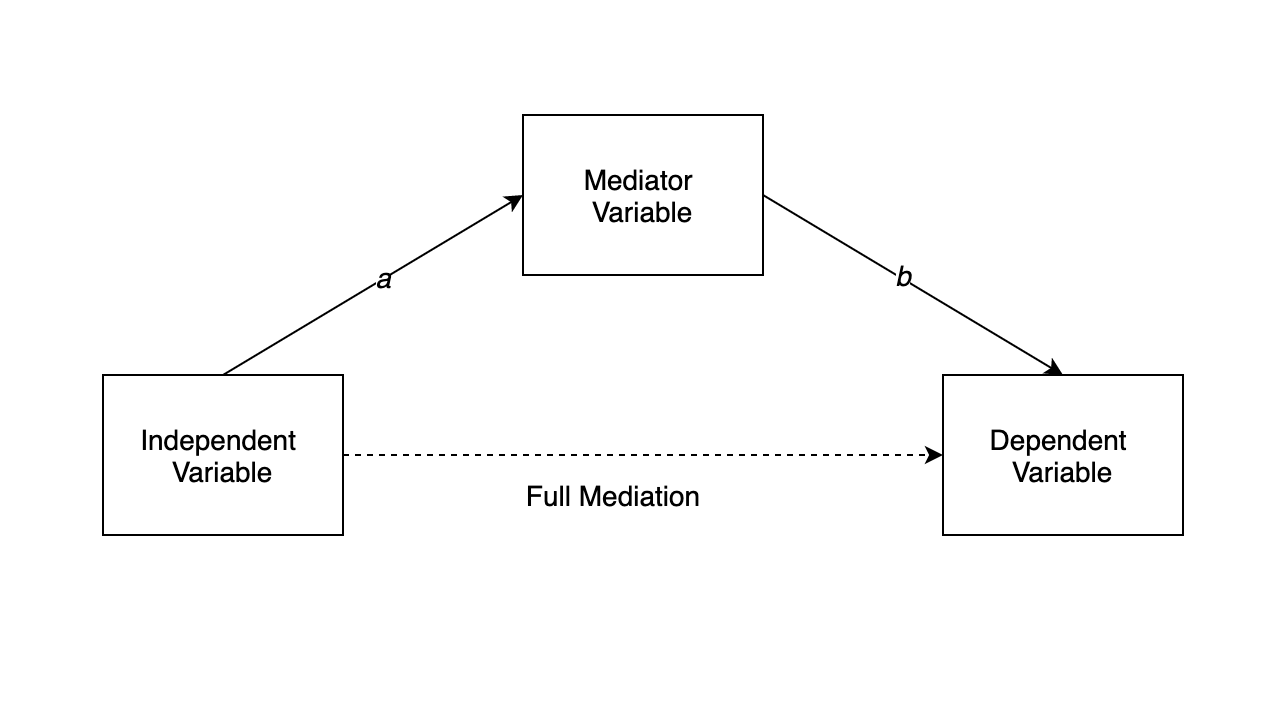
Modelo de mediação completo

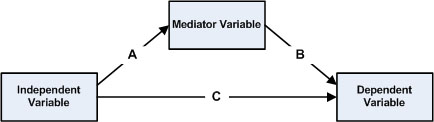
O modelo de mediação parcial inclui um efeito direto

Conforme mencionado acima, o teste de Sobel é realizado para determinar se a relação entre a variável independente e a variável dependente foi significativamente reduzida após a inclusão da variável mediadora. Em outras palavras, este teste avalia se um efeito de mediação é significativo. Examina a relação entre a variável independente e a variável dependente em comparação com a relação entre a variável independente e a variável dependente, incluindo o fator de mediação.
Para que a mediação total ou parcial seja estabelecida, a redução na variância explicada pela variável independente deve ser significativa conforme determinado por um dos vários testes, como o teste de Sobel. O efeito de uma variável independente na variável dependente pode se tornar insignificante quando o mediador é introduzido simplesmente porque uma quantidade trivial de variância é explicada (ou seja, não é uma mediação verdadeira). Assim, é imperativo mostrar uma redução significativa na variância explicada pela variável independente antes de afirmar a mediação total ou parcial. É possível ter efeitos indiretos estatisticamente significativos na ausência de um efeito total. Isso pode ser explicado pela presença de vários caminhos de mediação que se cancelam e se tornam perceptíveis quando um dos mediadores de cancelamento é controlado. Isso implica que os termos mediação 'parcial' e 'completa' devem sempre ser interpretados em relação ao conjunto de variáveis presentes no modelo. Em todos os casos, a operação de "fixar uma variável" deve ser diferenciada daquela de "controlar por uma variável", que tem sido utilizada de forma inadequada na literatura. O primeiro significa fixar fisicamente, enquanto o último significa condicionar, ajustar ou adicionar ao modelo de regressão. As duas noções coincidem apenas quando todos os termos de erro (não mostrados no diagrama) são estatisticamente não correlacionados. Quando os erros são correlacionados, ajustes devem ser feitos para neutralizar essas correlações antes de embarcar na análise de mediação (ver Redes Bayesianas).

## Teste de Sobel
Conforme mencionado acima, o teste de Sobel é realizado para determinar se a relação entre a variável independente e a variável dependente foi significativamente reduzida após a inclusão da variável mediadora. Em outras palavras, este teste avalia se um efeito de mediação é significativo. Examina a relação entre a variável independente e a variável dependente em comparação com a relação entre a variável independente e a variável dependente, incluindo o fator de mediação.

## Importância da mediação
Conforme descrito acima, existem algumas opções diferentes que se pode escolher para avaliar um modelo de mediação.
O Bootstrapping está se tornando o método mais popular de teste de mediação porque não exige que a suposição de normalidade seja atendida e porque pode ser efetivamente utilizado com tamanhos de amostra menores (N<25). No entanto, a mediação continua a ser determinada com mais frequência usando a lógica de Baron e Kenny ou o teste de Sobel. Está se tornando cada vez mais difícil publicar testes de mediação baseados puramente no método Baron e Kenny ou testes que fazem suposições distributivas como o teste de Sobel. Assim, é importante considerar diversas opções ao escolher qual teste realizar.

## Abordagens à mediação
Embora o conceito de mediação, conforme definido na psicologia, seja teoricamente atraente, os métodos usados para estudar a mediação empiricamente foram contestados por estatísticos e epidemiologistas e interpretados formalmente.
(1) Projeto de cadeia causal experimental
Um projeto experimental de cadeia causal é usado quando o mediador proposto é manipulado experimentalmente. Tal desenho implica que alguém manipula alguma terceira variável controlada que eles têm motivos para acreditar que poderia ser o mecanismo subjacente de um determinado relacionamento.
(2) Projeto de medição de mediação
Um projeto de medição de mediação pode ser conceituado como uma abordagem estatística. Tal desenho implica em medir a variável interveniente proposta e, em seguida, utilizar análises estatísticas para estabelecer a mediação. Essa abordagem não envolve a manipulação da variável mediadora hipotética, mas apenas a medição.

## Críticas à medição da mediação
As abordagens experimentais de mediação devem ser realizadas com cautela. Em primeiro lugar, é importante ter um forte suporte teórico para a investigação exploratória de uma potencial variável mediadora. Uma crítica a uma abordagem de mediação repousa na capacidade de manipular e medir uma variável mediadora. Assim, deve-se ser capaz de manipular o mediador proposto de forma aceitável e ética. Como tal, deve-se ser capaz de medir o processo interveniente sem interferir no resultado. O mediador também deve ser capaz de estabelecer a validade de construto da manipulação. Uma das críticas mais comuns à abordagem de medição da mediação é que ela é, em última análise, um design correlacional. Consequentemente, é possível que alguma outra terceira variável, independente do mediador proposto, possa ser responsável pelo efeito proposto. No entanto, os pesquisadores trabalharam arduamente para fornecer contra-evidências a esse descrédito. Especificamente, os seguintes contra-argumentos foram apresentados:
(1) Precedência temporal. Por exemplo, se a variável independente precede a variável dependente no tempo, isso forneceria evidências sugerindo uma ligação direcional e potencialmente causal da variável independente para a variável dependente.
(2) Não espúrio e/ou sem confusão. Por exemplo, se alguém identificar outras terceiras variáveis e provar que elas não alteram a relação entre a variável independente e a variável dependente, haverá um argumento mais forte para o efeito de mediação.
A mediação pode ser um teste estatístico extremamente útil e poderoso; no entanto, ele deve ser usado corretamente. É importante que as medidas utilizadas para avaliar o mediador e a variável dependente sejam teoricamente distintas e que a variável independente e o mediador não possam interagir. Caso haja interação entre a variável independente e o mediador, ter-se-ia fundamento para investigar a moderação.